# Tramway de Nijnekamsk
 (décembre 2023).
Si vous disposez d'ouvrages ou d'articles de référence ou si vous connaissez des sites web de qualité traitant du thème abordé ici, merci de compléter l'article en donnant les références utiles à sa vérifiabilité et en les liant à la section « Notes et références ».
Le tramway de Nijnekamsk est le réseau de tramways de la ville de Nijnekamsk, en Russie. Le réseau est composé de huit lignes. Il a été officiellement mis en service le 23 février 1967.